# Hilídeos
Hilídeos (Hylidae) é uma família de anfíbios da ordem Anura, cujas espécies são encontradas em todos os continentes, com a exceção da Antártida. São popularmente conhecidas como pererecas, relas ou rainetas. Geralmente vivem em árvores, porém algumas espécies habitam lagoas, como as do gênero Pseudis, e outras podem viver em áreas urbanizadas, como as do gênero Scinax.
São características de suas espécies a presença de discos adesivos na ponta dos dedos e a pupila horizontal. Apresentam diversos modos reprodutivos, com todos eles envolvendo metamorfose completa com fase larval aquática, mais conhecida como girino.

## Etimologia
O nome da família é baseado no nome do gênero Hyla, que é uma alusão ao Hilas, companheiro de Hércules segundo a mitologia grega.
Seu nome popular "perereca" origina-se do gerúndio do termo tupi pere'reg, "ir aos saltos", enquanto "rela" origina-se do latim ranella, o diminutivo de rana ("rã"). Já "raineta" origina-se do francês rainette, "rã pequena e arborícola".

## Descrição
O tamanho dos indivíduos varia de espécie para espécie, com algumas sendo bem pequenas e outras maiores. Possuem discos adesivos na ponta dos dedos, o que possibilita a sua escalada em superfícies verticais, porém não são desenvolvidos em todas espécies, principalmente nas semiaquáticas. Algumas espécies apresentam membranas interdigitais, com a presença ou o formato variando de gênero para gênero. Sua pupila é horizontal e elíptica, característica essa que permite diferenciar suas espécies das pertencentes à família Phyllomedusidae.
Seus modos reprodutivos são extremamente variados, com a maioria depositando seus ovos diretamente em corpos d'água, e eles sendo envoltos em uma massa gelatinosa. Porém, algumas espécies do gênero Trachycephalus e Osteocephalus costumam depositá-los em buracos nas árvores ou axilas de bromélias com água, respectivamente. Todas passam por metamorfose completa, ou seja, possuem a fase de girino.

## Taxonomia
A primeira descrição da família como tal ocorreu em 1815 e foi realizada pelo naturalista americano Constantine Samuel Rafinesque, que a chamou de Hylarinia. Porém tal epíteto não é válido e foi baseado em uma correção injustificada no nome do gênero Hyla, fazendo com que ela fosse renomeada para Hylidae posteriormente. Após esta, foram feitas inúmeras outras descrições, que agora são tratadas como sinônimos, além de revisões taxonômicas. A revisão considerada atualmente foi realizada em 2016 pelos pesquisadores William Duelmann, Angela Marion e Blair Hedges e foi baseada em análises genéticas, sendo possível chegar à conclusão de que as subfamílias Phyllomedusinae e Pelodryadinae deveriam ser tratadas como famílias independentes, a Phyllomedusidae e a Pelodryadidae, respectivamente. A subfamília Hylinae também foi dividida em outras sete subfamílias e uma espécie Incertae sedis.

### Classificação
- Incertae sedis
  - "Hyla" imitator (Barbour & Dunn, 1921)

- Acridinae Mivart, 1869
  - Acris Duméril & Bibron, 1841
  - Pseudacris Fitzinger, 1843

- Cophomantinae Hoffman, 1878
  - Incertae sedis
    - "Hyla" nicefori (Cochran & Goin, 1970)

  - Aplastodiscus Lutz, 1950
  - Boana Gray, 1825
  - Bokermannohyla Faivovich, Haddad, Garcia, Frost, Campbell & Wheeler, 2005
  - Hyloscirtus Peters, 1882
  - Myersiohyla Faivovich, Haddad, Garcia, Frost, Campbell & Wheeler, 2005
  - Nesorohyla Pinheiro, Kok, Noonan, Means, Haddad & Faivovich, 2018

- Dendropsophinae Fitzinger, 1843
  - Dendropsophus Fitzinger, 1843
  - Xenohyla Izecksohn, 1998

- Hylinae Rafinesque, 1815
  - Atlantihyla Faivovich, Pereyra, Luna, Hertz, Blotto, Vásquez-Almazán, McCranie, Sánchez, Baêta, Araujo-Vieira, Köhler, Kubicki, Campbell, Frost, Wheeler & Haddad, 2018
  - Bromeliohyla Faivovich, Haddad, Garcia, Frost, Campbell & Wheeler, 2005
  - Charadrahyla Faivovich, Haddad, Garcia, Frost, Campbell & Wheeler, 2005
  - Dryophytes Fitzinger, 1843
  - Duellmanohyla Campbell & Smith, 1992
  - Ecnomiohyla Faivovich, Haddad, Garcia, Frost, Campbell & Wheeler, 2005
  - Exerodonta Brocchi, 1879
  - Hyla Laurenti, 1768
  - Isthmohyla Faivovich, Haddad, Garcia, Frost, Campbell & Wheeler, 2005
  - Megastomatohyla Faivovich, Haddad, Garcia, Frost, Campbell & Wheeler, 2005
  - Plectrohyla Brocchi, 1877
  - Ptychohyla Taylor, 1944
  - Quilticohyla Faivovich, Pereyra, Luna, Hertz, Blotto, Vásquez-Almazán, McCranie, Sánchez, Baêta, Araujo-Vieira, Köhler, Kubicki, Campbell, Frost, Wheeler & Haddad, 2018
  - Rheohyla Duellman, Marion & Hedges, 2016
  - Sarcohyla Duellman, Marion & Hedges, 2016
  - Smilisca Cope, 1865
  - Tlalocohyla Faivovich, Haddad, Garcia, Frost, Campbell & Wheeler, 2005
  - Triprion Cope, 1866

- Lophyohylinae Miranda-Ribeiro, 1926
  - Aparasphenodon Miranda-Ribeiro, 1920
  - Argenteohyla Trueb, 1970
  - Corythomantis Boulenger, 1896
  - Dryaderces Jungfer, Faivovich, Padial, Castroviejo-Fisher, Lyra, Berneck, Iglesias, Kok, MacCulloch, Rodrigues, Verdade, Torres-Gastello, Chaparro, Valdujo, Reichle, Moravec, Gvoždík, Gagliardi-Urrutia, Ernst, De la Riva, Means, Lima, Señaris, Wheeler & Haddad, 2013
  - Itapotihyla Faivovich, Haddad, Garcia, Frost, Campbell & Wheeler, 2005
  - Nyctimantis Boulenger, 1882
  - Osteocephalus Steindachner, 1862
  - Osteopilus Fitzinger, 1843
  - Phyllodytes Wagler, 1830
  - Phytotriades Jowers, Downieb & Cohen, 2009
  - Tepuihyla Ayarzagüena, Señaris & Gorzula, 1993
  - Trachycephalus Tschudi, 1838

- Pseudinae Fitzinger, 1843
  - Lysapsus Cope, 1862
  - Pseudis Wagler, 1830
  - Scarthyla Duellman & de Sá, 1988

- Scinaxinae Duellman, Marion & Hedges, 2016
  - Gabohyla Araujo-Vieira, Luna, Caramaschi & Haddad, 2020
  - Julianus Duellman, Marion & Hedges, 2016
  - Ololygon Fitzinger, 1843
  - Scinax Wagler, 1830
  - Sphaenorhynchus Tschudi, 1838